# Camille Berthollet
Pour les articles homonymes, voir Berthollet.
Camille Berthollet, née le 4 janvier 1999 à Annecy (Haute-Savoie), est une violoniste et violoncelliste française. Elle s'est notamment fait connaître en participant à l'émission de télévision Prodiges de France 2 le 27 décembre 2014. Son interprétation, au violon, de L'Été (deuxième concerto des Quatre Saisons de Vivaldi) lui a valu la victoire de ce concours,.

## Biographie

### Débuts
Camille Berthollet naît à Annecy en Haute-Savoie le 4 janvier 1999, elle a une sœur aînée, Julie Berthollet.
Elle commence le violoncelle à 4 ans et a étudié cet instrument au Conservatoire à rayonnement régional de Lyon avec Augustin Lefebvre où elle a obtenu son diplôme d'études musicales en 2013 avec les félicitations du jury. Elle étudie le violon à 8 ans avec Hong Anh Shapiro à Genève. À 9 ans, Camille Berthollet commence à apprendre un peu le piano.
Elle étudie depuis septembre 2013 à la Haute École de musique de Genève (HEM) avec François Guye, 1er violoncelliste de l'Orchestre de la Suisse romande. Elle a aussi étudié avec Mimi Zweig à Bloomington, à Zurich, dans l'école de Zakhar Bron et à l'école Amadeus à Vienne.

### Parcours
En 2015, grâce à sa prestation dans Prodiges, elle est repérée par Warner Music chez qui elle enregistre un disque avec sa sœur aînée Julie Berthollet —  violoniste née en 1997 — dans lequel elle interprète également un duo avec le violoncelliste Gautier Capuçon. Cet album devient disque d'or au bout de quelques mois seulement avec plus de 75 000 exemplaires vendus, meilleure vente classique en 2015.
En 2018, avec sa sœur Julie, elles cherchent un logement et participent à cette occasion à l'émission de Stéphane Plaza Recherche maison ou appartement sur M6.

### Soliste invitée
Camille Berthollet est soliste invitée des grands orchestres symphoniques, dont l'Orchestre national de Cannes, le 28 octobre 2016, où elle interprète le concerto no 3 pour violon et orchestre en sol majeur de Mozart.
Les sœurs Berthollet interprètent également des reprises au violon/violoncelle de ballades pop et de favoris crossover.

## Engagement social
En février 2020, Camille Berthollet et sa sœur Julie dénoncent dans une vidéo les agressions et harcèlement sexuels dans le milieu de la musique classique. Elles y révèlent les remarques sexistes et gestes déplacés dont elles auraient été elles-mêmes victimes.

## Discographie
- 2015 : Camille Berthollet (Compilation de 15 titres) : Antonio Vivaldi - Les Quatre Saisons : L’Été, Johannes Brahms - Danse Hongroise, Vittorio Monti - Czardas, John Williams - Thème du film La liste de Schindler, Astor Piazolla - Oblivion, Antonio Vivaldi - Les Quatre saisons : L'Hiver, Scott Joplin - The Entertainer, Isor Frolov - Joke-Souvenir, Carlos Gardel - Por una Cabeza, Antonio Vivaldi - Concerto en la mineur, Johann Sebastian Bach - Concerto pour deux violons, Louiguy - La Vie en Rose, David Popper - La Danse des Elfes, Pablo de Saraste - Navarra, Gabriel Fauré - Après un Rêve, avec Julie Berthollet, Guillaume Vincent, Gautier Capuçon.
- 2016 : Camille & Julie Berthollet.
- 2017 : Camille & Julie Berthollet #3.
- 2018 : Camille & Julie Berthollet Entre 2.
- 2020 : Camille & Julie Berthollet Nos 4 saisons.
- 2020 : Grand Corps Malade & Camille & Julie Berthollet Mesdames.
- 2021 : Camille & Julie Berthollet & Ernst van Tiel Series.
- 2023 : Camille & Julie Berthollet Dans nos yeux.
- 2024 : Camille & Julie Berthollet 10 ans.

## Prix
Camille Berthollet a remporté les prix suivants :

- au violon,
  - 1er prix, concours Vattelot-Rampal en 2008 et 2009,
  - 1er prix, concours suisse de musique pour la jeunesse en 2008 et 2010,
  - 1er prix, Concerto compétition à Bloomington (USA) en 2011,
  - finaliste de la compétition TIM à Paris en 2012,
  - 2e prix, Summit Music Competition, New York, 2013,
  - 1er prix, Talents for Europe en Slovaquie en 2014,
  - 1er prix, Prodiges en 2014,
  - nomination aux Victoires de la musique classique dans la catégorie « Révélation » en 2016 ;
- au violoncelle,
  - 1er prix, Concours Vattelot-Rampal en 2006, 2007, 2008 et 2009,
  - 1er prix, Concours suisse de musique pour la jeunesse 2010[7] en 2012,
  - 1er prix, Concours Popper, Paris, 2012 ;
- en duo avec sa sœur Julie Berthollet, violoniste,
  - 1er prix (à plusieurs reprises), concours suisse de musique pour la jeunesse.